# La pasión de Juana de Arco
La pasión de Juana de Arco (en francés: La Passion de Jeanne d'Arc) es una película muda francesa de 1928 del director y guionista danés Carl Theodor Dreyer, protagonizada por Maria (ó Renée) Falconetti. Narra el procesamiento de la heroína francesa Juana de Arco ante la Inquisición. Se basa en la documentación auténtica del juicio de Juana de Arco.
Es ampliamente considerada como un hito del cine, sobre todo por su producción, la dirección de Dreyer y la actuación de Falconetti, que ha sido descrita como una de las mejores de la historia del cine. La película resume el tiempo en el que Juana de Arco estuvo cautiva de los ingleses, representando su enjuiciamiento y ejecución.
El director de cine danés Dreyer fue invitado a hacer una película en Francia por la Société Générale des Films y eligió hacer una película sobre Juana de Arco debido a su renovada popularidad en Francia. Dreyer pasó más de un año investigando a Juana de Arco y las transcripciones de su juicio antes de escribir el guion. Dreyer eligió a la actriz de teatro Falconetti como Juana en su único papel principal en el cine. La interpretación de Falconetti y la devoción al papel durante la filmación se han hecho legendarios entre los estudiosos del cine.
La película se rodó en un enorme estudio de cemento modelado sobre arquitectura medieval para representar de forma realista la prisión de Ruan. La película es conocida por su cinematografía y el uso de primeros planos. Dreyer no permitió a los actores llevar maquillaje y usó diseños de iluminación que hicieron a los actores parecer más grotescos.
Antes de su lanzamiento, la película fue controvertida debido al escepticismo de los nacionalistas franceses sobre si una persona danesa podía dirigir una película que se centraba en uno de los iconos franceses más reverenciados. La versión final de Dreyer de la película fue cortada debido a presiones del arzobispo de París y de censores gubernamentales. Durante varias décadas fue emitida y visionada en varias versiones reeditadas que habían intentado restaurar el corte final de Dreyer. En 1981 una copia del corte final de Dreyer se descubrió finalmente en una institución mental en Oslo, Noruega y relanzada.
A pesar de las objeciones y los cortes de la película por autoridades eclesiásticas y gubernamentales, fue un gran éxito de crítica cuando se lanzó por vez primera y ha sido considerada constantemente una de las mejores películas realizadas nunca desde 1928. Ha sido alabada y mencionada por muchos directores de cine y músicos.

## Reparto
- Maria Falconetti: Jeanne d'Arc (Juana de Arco)
- Eugène Silvain: Évêque Pierre Cauchon (Obispo Pierre Cauchon)
- André Berley: Jean d'Estivet, el fiscal
- Maurice Schutz: Nicolas Loyseleur, un canónigo
- Antonin Artaud: Jean Massieu, el deán de Ruan
- Gilbert Dalleu: Jean Lemaitre, el vice-inquisidor
- Jean d'Yd: Guillaume Evrard
- Louis Ravet: Jean Beaupère (como Ravet)
- Michel Simon: Juez[3]
- Paul Fromet como juez
- Armand Lurville: Juez (como André Lurville)
- Camille Bardou: Lord Warwick, el capitán inglés en Ruan
- Jacques Arnna: Juez
- Alexandre Mihalesco: Juez
- Léon Larive: Juez
- Raymond Narlay: Juez
- Henry Maillard: Juez
- Henry Gaultier: Juez
- Paul Jorge: Juez

## Sinopsis
La joven francesa Juana de Arco, salvadora de la patria frente a los ingleses, y que declara sentirse inspirada directamente por Dios, se enfrenta a su procesamiento y a una posible condena de muerte.
El maestro danés Dreyer realiza este film, basado en la figura de la heroína francesa de la Guerra de los Cien Años, Juana de Arco, no utilizando el acostumbrado tono épico, sino centrando la acción en el inquisitorial proceso judicial a la que fue sometida por un tribunal eclesiástico que terminó condenándola a muerte por herejía.
Después de haber liderado numerosas batallas militares contra los ingleses durante la Guerra de los Cien Años, Juana de Arco es capturada cerca de Compiegne y al final llevada a Ruan, Normandía para ser juzgada por herejía por clérigos franceses leales a los ingleses.
El 30 de mayo de 1431, Juana es interrogada por un tribunal eclesiástico francés. Sus jueces intentan hacerla decir algo que desacredite sus pretensiones o le hagan dudar de su creencia de que Dios le ha dado una misión para expulsar a los ingleses de Francia, pero ella se mantiene firme. Uno o dos de ellos, creyendo que es verdaderamente una santa, la apoyan. Las autoridades entonces recurren al engaño. Un sacerdote lee una carta falsa a la analfabeta prisionera supuestamente procedente del rey Carlos VII de Francia, diciéndole que confíe en el portador de la misma. Cuando eso también fracasa, llevan a Juana a la cámara de torturas, pero la visión, aunque la hace desmayarse, no la intimida.
Cuando es amenazada con ser quemada en la hoguera, finalmente se quiebra y permite que un clérigo guíe su mano firmando una confesión. Sin embargo, el juez entonces la condena a prisión perpetua.
Mientras el carcelero le afeita la cabeza, ella se da cuenta de que ha sido desleal a Dios. Exige que vuelvan los jueces y se retracta de su confesión.
Conforme más y más personas a su alrededor empiezan a considerar que tiene auténtica fe y se le permite una última misa de comunión. La visten en tela de saco y la llevan al lugar de la ejecución. Ayuda al verdugo a atarla. Las multitudes se reúnen y se enciende la hoguera. Conforme las llamas se alzan, las mujeres lloran y un hombre grita "habéis quemado a una santa". Las tropas se preparan para una algarada. Mientras las llamas consumen a Juana, las tropas y las multitudes se enfrentan y gente resulta muerta. Juana es consumida por las llamas, pero una cartel al final dice que protegen su alma que se eleva hacia el cielo.

## Características de la obra
Sensacional narración basada principalmente en la fuerza visual de los consecutivos primerísimos planos que sirven para acentuar la capacidad dramática de los actores casi por completo revelada en sus rasgos faciales, con especial mención para una inolvidable Renée Falconetti, en cuya mirada, marcada por unos expresivos ojos, vamos desarrollando una fascinación sensitiva inigualable que solo puede ser apreciable en su esplendor en pantalla grande, espléndido uso del montaje y magistral utilización de la fotografía por parte de un operador que luego seguiría en Hollywood una carrera como director, Rudolph Maté.
La pasión de Juana de Arco representa el triunfo de la imagen sobre la palabra, que ciertamente es donde se sustenta el virtuosismo en el cine y se convierte en una de las más grandes obras maestras del mismo. La mística al servicio del arte.

## Sobre la producción

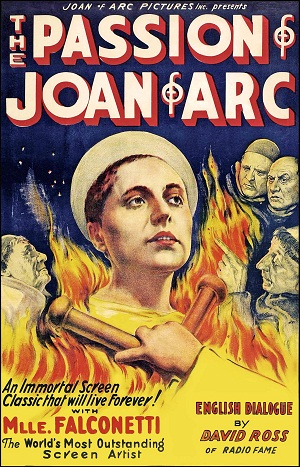
Fotograma de La pasión de Juana de Arco (1928), dirigido por Carl Theodor Dreyer. La imagen muestra a la actriz Maria Falconetti en el papel de Juana de Arco, con una expresión de angustia característica del estilo visual de la película. El uso de primeros planos y la iluminación enfatizan la intensidad emocional de la escena, una de las señas de identidad del film.

### Antecedentes y escritura
La fama le llegó a Carl Theodor Dreyer gracias a la película Du skal ære din hustru (El amo de la casa, 1925), en Dinamarca. El éxito que cosechó en su país se transformó en un enorme triunfo en Francia, donde se trasladó. La Société Genérale des Films le encargó la realización de un largometraje sobre cualquiera de estas mujeres: María Antonieta, Catalina de Médicis o Juana de Arco. Más tarde afirmó que la decisión final sobre la protagonista de la película fue decidido sacando cerillas. Juana de Arco era noticia en Francia después de la Primera Guerra Mundial, habiendo sido canonizada como una santa por la Iglesia Católica en 1920 y adoptada como una de las santas patronas de Francia. Dreyer pasó más de un año y medio investigando a Juana para la película, y el guion se basó en las transcripciones originales del juicio y ejecución de Juana, resumiendo 29 interrogatorios en el curso de 18 meses en una sola escena. Las transcripciones del juicio habían sido publicadas en 1921 por el editor Pierre Champion y fueron la base principal del guion de Dreyer. Los derechos del libro de 1925 de Joseph Delteil sobre Juana de Arco, también se adquirieron para la producción, pero no se usó nada del libro de Delteil en la versión definitiva de la película. Sin embargo, en el estreno de la película se consideró a Delteil como una fuente parcial. Dreyer contó con la ayuda de Pierre Champion como asesor histórico. No le interesaba la fidelidad histórica, sino describir el tormento y la falta de piedad que conduce al horror sin límites. El uso expresivo del primer plano contribuía a mostrar el dolor de la víctima y el acoso despiadado de los verdugos.
Esta historía, que diez años antes sirviese para encumbrar a Cecil B. DeMille como gran director de Hollywood por su fastuosa recreación de hechos (grandes escenarios, gloriosas batallas,...), tuvo su versión antitética en el Dreyer. Fiel a su idea de «llegar a la verdad estética y psicológica de los personajes», utilizó todos los medios a su alcance para expresar el inmenso dolor y el camino hacia la espiritualidad de su protagonista: el rodaje se desarrolló según el orden cronológico de la historia; los actores no llevaban maquillaje y las escenas se iluminaron con luz natural.

### Reparto
La actriz Maria Falconetti (también conocida como Renée Jeanne Falconetti) interpretó con extraordinario verismo el dolor de Juana. Fue el segundo y último papel de Falconetti en el cine. Aunque ella siempre prefirió el teatro al cine y dijo que nunca entendió la reacción positiva a su actuación en el film, la interpretación de Falconetti logró un estatus de icono en la historia del cine casi inmediatamente. Dreyer había ido a ver a Falconetti entre bastidores en una representación de La Garçonne de Victor Margueritte, una obra cómica en la que ella aparecía. Inicialmente no quedó impresionado, pero al verla una segunda vez al día siguiente, Dreyer dijo que él "sintió que había algo en ella que podía ser sacado a la luz; algo que ella podía dar, algo, por lo tanto, que yo podía coger. Pues detrás del maquillaje, de la pose y de esa apariencia tan rabiosamente moderna, había algo. Había un alma detrás de esa fachada." Dreyer le pidió hacer algunas pruebas de pantalla al día siguiente, pero sin ningún maquillaje. Durante las pruebas, él "encontró en su cara exactamente lo que quería para Juana: una chica de campo, muy sincera, pero también una mujer que sufre." Dreyer entonces habló a Falconetti sobre la película y su papel con gran detalle. Accedió a protagonizar la película, esperando secretamente que no tendría que cortarse el pelo o prescindir de maquillaje.
Jean Renoir alabó su interpretación y dijo "esa cabeza afeitada fue y sigue siendo la abstracción de toda la épica de Juana de Arco." Es conocido que Dreyer la trató de forma con dureza, tenía la reputación de ser un director tiránico. Dreyer siempre vaciaría el plató cuando Falconetti necesitaba interpretar una escena importante o particularmente emocional, permitiéndola centrarse sin distracciones. Dreyer a menudo tuvo dificultades explicándose a Falconetti y se sabe que enrojecía y tartamudeaba cuando la dirigía con pasión. Dreyer había afirmado que un "debe tener cuidado de no forzar nunca su propia interpretación sobre el actor, porque un actor no puede crear la verdad y emociones puras sólo con ordenarlo. Uno no puede forzar los sentimientos. Tienen que surgir de ellos mismos, y es la tarea del director y el actor al unísono llevarlos hasta ese punto." Más tarde en posproducción, Falconetti fue el único miembro del reparto que vio los copiones y la edición de la película. Según el crítico Roger Ebert:

Para Falconetti, la interpretación fue toda una prueba. Leyendas del plató dicen que Dreyer la forzaba a arrodillarse dolorosamente en la piedra y luego borrar toda expresión de su casa—de manera que el espectador viera un dolor interno o reprimido. Filmó las mismas tomas una y otra vez, confiando en que en la sala de edición encontrase el matiz correcto en su expresión facial.

Los intérpretes que encarnaban a los curas fueron tonsurados. Entre otros miembros del reparto, estuvo el dramaturgo francés Antonin Artaud como el monje Massieu. Artaud más tarde afirmó que se pretendía que la película "revelase a Juana como la víctima de la más terrible de todas las perversiones: la perversión de un principio divino en su paso por las mentes de los hombres, sean la Iglesia, el Gobierno o lo que quieras."

### Cinematografía
La película fue el primer gran «clásico» de este director, pero no fue un éxito en taquilla. Tiene influencias tanto del realismo como del expresionismo cinematográfico, pero sin maquillar a los personajes. Los decorados eran blancos y toda la película está rodada a base de primeros planos.
Rodada casi en su totalidad en interiores, la película pancromática con su gama de grises resaltaba las texturas dando a la imagen rugosidad y relieve. El blanco brillante que domina el file fue logrado pintando las paredes exteriores de amarillo y los interiores de rosa.
La obra de cámara de La pasión de Juana de Arco fue muy poco convencional en su énfasis radical sobre los rasgos faciales de los actores. Dreyer rodó gran parte de la película en primeros planos, afirmando, "Había preguntas, había respuestas- muy cortas, muy tajantes... Cada pregunta, cada respuesta, de forma bastante natural exigía un primer plano... Además, el resultado de los primeros planos era que el espectador quedaba tan impresionado como la propia Juana, recibiendo las preguntas, torturada por ellas." Dreyer tampoco permitió a los actores llevar maquillaje, para contar mejor la historia a través de sus expresiones—esta elección fue posible a través de la película pancromática, recientemente desarrollada, que recogía los tonos de piel en una manera naturalista.
Dreyer a menudo rodó a los sacerdotes y otros interrogadores de Juana con luz muy contrastada, pero luego a Juana con una luz suave, igualada. La cinematografía de alto contraste de Rudolph Maté también permitió que se hicieran visibles detalles poco atractivos en las caras de la gente, como verrugas y bultos. Además, Dreyer empleó muchos contrapicados de los perseguidores de Juana de manera que aparecieran más monstruosos e intimidantes; en un esfuerzo para lograrlo, cavó hoyos en el plató para que la cámara rodase desde el ángulo apropiado, haciendo que el aquipo lo apodase "Carl Gruyére". Dreyer también rodó la película "desde la primera escena a la última... en el orden correcto."

### Dirección artística
La sobriedad fue rigurosa en los vestuarios y decorados. La película tuvo uno de los platós más caros construidos hasta entonces para una película europea. Al recibir un presupuesto de siete millones de francos, Dreyer construyó un enorme plató octogonal en cemento, para representar el castillo de Ruan. Los diseñadores de producción Hermann Warm y Jean Hugo se inspiraron en miniaturas medievales para sus diseños, añadiendo ángulos no naturales y perspectivas para añadir el estado emocional de Juana. También confiaron en manuscritos medievales con dibujos arquitectónicos precisos, como los del Livre de Merveilles de John Mandeville. El enorme plató fue construido como una estructura completa, interconectada en lugar de locaciones separados. El castillo tenía torres en las cuatro esquinas con paredes de cemento a lo largo de los lados. Cada muro tenía 10 centímetros de ancho de manera que pudiera soportar el peso de los actores, los técnicos y el equipo. Un puente levadizo funcionas se construyó en una de las paredes. Dentro de los muros se pusieron pequeñas casas, el patio donde se hizo la quema en la hoguera y una catedral. Todo el plató se pintó de rosa de manera que pudiera aparecer como gris en la película en blanco y negro y contrastar contra el cielo blanco por encima.
A pesar de todo el detalle que se puso en el plató, solo segmentos de él se ven en la película, que más tarde enojaron a los productores de la película que se gastara tanto dinero en el plató. Dreyer más tarde expresó, sin embargo, que la amplitud del plató fortaleció las habilidades de los actores y actrices para dar una interpretación convincente. Los modelos originales de Hermann Warm para el plató de la película están actualmente almacenados en los Archivos del Instituto Cinematográfico Danés.

## Lanzamiento y diferentes versiones
La pasión de Juana de Arco se estrenó el 21 de abril de 1928 en el cine Palads Teatret de Copenhague. Después de unas pocas exhibiciones privadas, finalmente se estrenó en París el 25 de octubre de 1928 en el Cinema Marivaux. El lanzamiento de la película se retrasó debido a los persistentes esfuerzos de muchos nacionalistas franceses – que objetaban el hecho de que Dreyer no era católico ni francés, y al rumor que había sobre que la protagonista sería Lillian Gish como Juana. Ya en enero de 1927, Jean-Jose Frappa dijo que «con independencia del talento del director (y lo tiene)... no puede darnos una Juana de Arco en la auténtica tradición francesa. Y la estrellas estadounidense... no puede ser nuestra Juana, íntegra, vivaz, brillando con pureza, fe, valentía y patriotismo. Permitir que esto se haga en Francia sería una escandalosa renuncia a la responsabilidad». Antes de su estreno francés, se hicieron varios cortes por orden del arzobispo de París y por los censores del gobierno. Dreyer se enfadó por estos cortes, pues no tenía control sobre los mismos. Más tarde ese año el 6 de diciembre, un fuego en los estudios UFA de Berlín destruyó el negativo original de la película; solo existían unas pocas copias del montaje original de Dreyer. Dreyer fue capaz de realizar una nueva versión del montaje original usando tomas alternativas e inicialmente no usadas. Esta versión también fue destruida en un incendio de laboratorio de 1929. A lo largo de las siguientes cuatro décadas, se hizo difícil encontrar copias de la segunda versión de Dreyer, y se creía que copias del original eran aún más escasas.
Fue relanzada en 1933 en un montaje de 61 minutos, que incluyó una nueva narrativa por la estrella de la radio David Ross, pero no intertítulos. En 1951, Joseph-Marie Lo Duca encontró una copia del negativo de la segunda versión de Dreyer en los estudios Gaumont. Lo Duca entonces hizo varios cambios significativos, incluyendo el añadido de una partitura barroca y el reemplazo de muchos intertítulos con subtítulos. Durante muchos años, la versión de Lo Duca era la única disponible. Sin embargo, el propio Dreyer se opuso a este montaje. El ponerle música de Bach se consideró un error. Para muchos, el filme debía seguir siendo mudo. El elemento callado tiene un valor místico. Así lo han comprendido B. Amengual, Bazin y Ayfre; el último de los cuales escribe: «Ese silencio (de sonidos, de palabras, de música) nos hace presentir un silencio de distinta profundidad». Y termina diciendo sobre la técnica del filme y su alcance espiritual: «Juana sabe escuchar en el silencio de sus voces las voces del silencio que, antes de ser las del arte, son las de la fe».
La siguiente versión de la película fue producida por Arnie Krogh del Instituto del Cine Danés. Krogh juntó escenas y secuencias de varias copias diferentes disponibles para intentar crear un montaje que fuera tan fiel a la visión original de Dreyer como fuese posible.
La versión original se perdió durante décadas después del incendio que destruyó el negativo maestro y solo estaban disponibles variaciones de la segunda versión de Dreyer.

### Redescubrimiento de la versión original
En 1981, un empleado de la institución mental Hospital Dikemark en Oslo encontró varias latas de película en el armario de un conserje que estaban etiquetadas como La pasión de Juana de Arco. Las latas se enviaron al Instituto Noruego de Cinematografía donde fueron almacenadas durante tres años hasta que finalmente las examinaron. Se descubrió entonces que eran el montaje original de Dreyer antes de la censura del gobierno o la iglesia. No había documentos sobre que la película fuera enviada a Oslo, pero los historiadores del cine creen que el entonces director de la institución pudo haber pedido una copia especial puesto que él era también un historiador publicado.

## Críticas
Cuando se lanzó por primera vez, la película fue un éxito de crítica e inmediatamente se la llamó obra maestra. Fue también un enorme fracaso financiero e hizo que la Société Générale cancelara su contrato con Dreyer después del fracaso de esta película y de Napoleón de Abel Gance. Dreyer enojado acusó a la Société Générale de mutilar la película de manera que evitase ofender a los espectadores católicos y los demandó por incumplimiento de contrato. El litigio continuó hasta el otoño de 1931, época durante la cual Dreyer fue incapaz de hacer otra película. Fue prohibida en el Reino Unido por su representación de groseros soldados ingleses que se burlan y atormentan a Juana en escenas que copian los relatos bíblicos de Cristo burlado a manos de los soldados romanos. El arzobispo de París también fue crítico, exigiendo cambios en la película.
El crítico de cine de The New York Times, Mordaunt Hall la puso por las nubes:

... como película obra de arte esta destaca frente a cualquier cosa que se haya producido hasta la fecha. Hace que películas dignas del pasado parezcan falsos oropeles. Llena a uno con una admiración tan intensa que otras películas parecen triviales en comparación.

De la estrella, escribió, "... es la talentosa interpretación de Maria Falconetti como la Doncella de Orleans lo que se alza por encima de cualquier otra cosa en este logro artístico" Sin embargo Variety dio a la película una crítica negativa con motivo de su lanzamiento original, llamándola "una película mortalmente aburrida." En 1929 The National Board of Review la consideró como una de las mejores películas extranjeras del año .

## Legado
La película y la interpretación de Falconetti han seguido siendo alabadas por la crítica a lo largo de los años. 
«Adjetivada como una "sinfonía de primeros planos", la historia del juicio a Juana de Arco le sirve al director Dreyer para hacer uno de sus rigurosos ejercicios sobre las pasiones humanas y la actitud ante el sufrimiento. Glorioso blanco y negro, ritmo pausado y una bellísima Renée Jeanne Falconetti -actriz de escasas películas- para una de las joyas del cine universal.»
Maurice Drouzy ve en la obra de Dreyer una trágica imagen de la condición femenina oprimida y sacrificada en el mundo de ayer y de hoy.
Pauline Kael escribió que el retrato de Falconetti «podría ser la mejor interpretación rodada en una película». Roger Ebert alabó la película y dijo: «No puedes conocer la historia del cine mudo a menos que conozcas la cara de Renee Maria Falconetti». Jean Sémolué la llamó «una película de confrontación», y Paul Schrader ha elogiado «la arquitectura del mundo de Juana, que literalmente conspira contra ella; como las caras de sus inquisidores, las salas, las puertas, el mobiliario están a la ofensiva, golpeando, bajando en picado contra ella con ángulos oblicuos, atacándola con trozos de bordes afilados en blanco y negro». Jonathan Rosenbaum escribió que «el enfoque radical de Dreyer para construir el espacio y la lenta intensidad de su estilo móvil hace esto “difícil” en el sentido de que, como todos los grandes filmes, reinventa el mundo desde sus cimientos».
Algunos críticos han encontrado fallos en la película, y Paul Rotha la llamó "una de las más notables producciones jamás realizadas en la historia y el desarrollo del cine, pero no fue una exposición completa de auténticas propiedades fílmicas". Tom Milne afirmó que «de alguna manera el estilo que Dreyer encontró para la película parece irremediablemente falso. En lugar de fluir naturalmente a partir de los materiales que eligió... pare impuesto sobre ellos... A lo largo de la película hay una constante incertidumbre estilística, una impureza, que desentona intensamente hoy», pero añade que «Jeanne d'Arc tiene un poder majestuoso que se abre paso decididamente a través de sus fallos y excesos».
La pasión de Juana de Arco ha aparecido entre las votaciones de las mejores diez películas de la revista Sight & Sound cinco veces: con el número siete en 1952 y 1972, como número diez (Lista de la crítica) y seis (Lista de director) en 1992 y como número nueve en 2012 (Lista de la crítica). Está en el puesto 37 de la Lista del Director en 2012 y fue incluida por directores como Manoel de Oliveira, Atom Egoyan, Tsai Ming-liang, Walter Salles, Béla Tarr, Michael Mann, que lo llamó "experiencia humana transmitida exclusivamente a través de la visualización del rostro humano: nadie más ha compuesto y realizado a los seres humanos como Dreyer en La pasión de Juana de Arco", y Kutlug Ataman, quien dijo que la película "me enseñó que el cine podía ser sólo poesía y atemporal." The Village Voice la colocó como la octava del siglo XX en una encuesta de críticos realizada en 2000. En 2010, el Festival Internacional de Cine de Toronto publicó su lista de películas "Essential 100", que unió una lista de las 100 mejores películas de todos los tiempos tal como determinó un panel de expertos del festival con tra de los partícipes del festival. La pasión de Juana de Arco fue considerada la película más influyente de todos los tiempos. Su interpretación fue calificada la 26.ª en 100 Greatest Performances of All Time de Premiere Magazine', el puesto más alto para una película muda.
Escenas de la película aparecen en Vivir su vida (1962) de Jean-Luc Godard, donde la protagonista Nana ve la película en un cine y se identifica con Juana. En Henry y June, se ve a Henry Miller mirando las últimas escenas de la película y una voz narra una carta a Anaïs Nin comparándola con Juana y a él mismo con el "monje loco" interpretado por Antonin Artaud.

## Música
En los años veinte, la música de cine era interpretada normalmente en directo en el teatro. Se han usado diferentes partituras para los dos estrenos de La pasión de Juana de Arco en Copenhague y París. La música de la versión parisina, para orquesta y cantantes, ha sobrevivido y ha sido revitalizada. Fue compuesta por Leo Pouget y Victor Alix, quienes además de ser compositores para cine mudo, escribieron operetas; Pouget estaba al final de su carrera mientras que Alix fue considerado por Le Ménestrel como un compositor que se estaba estableciendo. Su partitura de Juana de Arco ha sido vista en años recientes como con algunas limitaciones, pero parece haber sido considerada aceptable en la época. En 1929 se lanzaron selecciones en formato 78 en una interpretación por "l'orchestre symphonique du Lutetia Wagram" (el Lutetia Wagram era un gran cine parisino de la época, ya demolido).
Dreyer también oyó la banda sonora de la versión de Joseph-Marie Lo Duca, con música de Bach, Albinoni y Vivaldi, que desaprobó; parece que no encontró una partitura que considerase definitiva. Desde la muerte de Dreyer y el redescubrimiento de la copia original, numerosos compositores han proporcionado música para la película.
- En 1988, el compositor holandés Jo van den Booren escribió una partitura moderna para orquesta sinfónica.[45]
- En 1994, el compositor Richard Einhorn escribió un oratorio basado en la película titulado "Voices of Light". Esta pieza está ahora disponible como un acompañamiento opcional en el lanzamiento del DVD en la Criterion Collection.[46]
- El 27 de agosto de 1995, Nick Cave y los Dirty Three interpretaron una banda sonora en vivo para la película en el National Film Theatre de Londres.[47]
- En 1999, el cantante/compositor estadounidense Cat Power proporcionó acompañamiento musical en varios pases de la película en los Estados Unidos.[48]
- En 2003, el guitarrista estadounidense Rob Byrd interpretó una partitura en vivo para la película en el Burning Man Festival en el Nevada's Black Rock Desert. Interpretaciones posteriores en vivo se llevaron a cabo en mayo de 2004 en el Red Tail Loft de Boston, abril de 2008 en Monkeytown de Brooklyn, noviembre de 2010 en la Capilla Lyndsay de Cambridge, Massachusetts, 5 de diciembre de 2015 en los Amoskeag Studios en Manchester, New Hampshire, y el 12 de abril de 2016 en la Biblioteca Pública de Walpole, Massachusetts.
- En 2003, el noruego Ugress de música electrónica lanzó una edición limitada de CD titulado La Passion De Jeanne D'Arc: Soundtrack to a silent movie.[49]
- El 16 de abril de 2008, el grupo de electrónica marcial/neoclásica In The Nursery estrenó una nueva banda sonora para la película en la catedral de Sheffield.[50]
- El compositor danés Jesper Kyd recibió el encargo de los fundadores del Festival de Cine Danés Christian Ditlev Bruun y Lene Pels Jorgensen para que proporcionaran una nueva partitura para el Festival de Cine Danés: Los Ángeles.[51]
- En 2009, el compositor estonio Tõnu Kõrvits escribió una partitura para pequeña orquesta (para la temporada de conciertos 2009/10 L´Ensemble De Basse-Normandie) para esta película.[52]
- En 2009, el compositor lituano Bronius Kutavicius escribió una partitura para orquesta de cámara (para la orquesta de cámara de San Cristóbal), que fue interpretada en Scanorama – foro cinematográfico europeo en Vilna.[53]
- En 2010, el compositor/arreglista de cámara/electrónico George Sarah proporcionó una partitura original junto con un cuarteto de cuerda y coro presentando a miembros de la LA Master Chorale en una proyección de la película en Los Ángeles.[54]
- En 2010, el compositor canadiense Stefan Smulovitz escribió una partitura para cuarteto de cuerda, metales, percusión, órgano de tubos, y voz sola, que se estrenó en el PuSh International Performing Arts Festival de Vancouver, BC.[55]
- El 7 de mayo de 2010, una partitura de Adrian Utley y Will Gregory se estrenó en la Colston Hall de Bristol. Fue una colaboración entyre Utley, Gregory, el Colston Hall y el Watershed Media Centre.[56]
- El 14 de abril de 2011, el grupo de rock indie Joan of Arc acompañó esta película en el Chicago International Movies & Music Fest (CIMM Fest).[57]
- En 2013 Roger Eno proporcionó acompañamiento en vivo en Oxford.[58]
- A finales de septiembre de 2014, Matthew Jones (violín) y Jonathan Slaatto (violonchelo) del Ensemble MidtVest danés, en colaboración con el pianista del cine mudo Ronen Thalmay y el oboísta Henrik Goldschmidt, acompañaron esta película por medio de la improvisación libre. Hubo interpretaciones en Copenhague (23 de septiembre), Sdr. Felding (26 de septiembre), Holstebro (27 de septiembre), y Århus (29 de septiembre).[59]
- El 9 de enero de 2015, la banda post rock australiana hazards of swimming naked interpretó un acompañamiento original a una proyección de la película en la Queensland Gallery of Modern Art[60] como parte del programa "Myth's and Legends" de la Cinematheque.
- En 2015, Donald Greig del Orlando Consort, un grupo británico de música antigua de cantantes a cappella, creó una partitura de música de la época de Juana, que el grupo interpretó en vivo en proyecciones de la película. La música seleccionada para este acompañamiento fue principalmente de compositores franceses y poco conocidos para las audiencias modernas fuera del mundo de la música antigua, siendo una excepción el Villancico de Agincourt que está en inglés y es relativamente bien conocida por su uso en Enrique V y otros lugares. Las letras tenían relevancia para la película e incluía la Ditié de Jehanne d’Arc de Cristina de Pisán, un poema elegíaco escrito en vida de la propia Juana de Arco.[44]
- En 2016 la banda española de cine mudo Caspervek Trio estrenó una partitura original de acompañamiento en el centro Conde-Duque (Madrid) y Vigo.
- En 2018 la chelista Lori Goldston reúne a los músicos Aidan Baker (guitarra y procesamiento de sonido) y Andrea Belfi (batería y percusiones) para crear un nuevo score para la película grabado en Bochum, Alemania. Para este álbum, en su mayoría, los artistas interpretaron de manera libre las imágenes y desarrollaron una interpretación bajo los principios de improvisación compositiva, improvisación libre y música avant-garde. El trío estrenará el álbum en julio de 2018, publicado por el sello discográfico mexicano: Substrata .